# 卡美哈梅哈二世
卡美哈梅哈二世（Kamehameha II，1797年—1824年7月14日）是夏威夷王國的第二位國王。其原名為利霍利霍（Liholiho），全稱Kalaninui kua Liholiho i ke kapu `Iolani。即位後，其名字被加長為Kalani Kalei`aimoku o Kaiwikapu o La`amea i Kauikawekiu Ahilapalapa Keali`i Kauinamoku o Kahekili Kalaninui i Mamao `Iolani i Ka Liholiho。

## 早年
他出生於夏威夷島希洛（Hilo）地區的基奧普奧拉尼家族，為卡美哈梅哈一世的長子。5歲時即被確定為王室的繼承人。其生母為卡美哈梅哈一世的王后基奧普奧拉尼，原計劃使他降生於歐胡島的庫卡尼洛柯降生石（Kukaniloko birthstone）上，但因王后的生病而沒能實現。隨後卡美哈梅哈一世的另一位王后加休曼努被指定為他的養母，負責照顧他和訓練他，希望他成為像父親一樣的英勇戰士。

## 成為國王
1819年5月，卡美哈梅哈一世病逝，利霍利霍被王室確認為新王，而其妻加休曼努王后希望與國王共同掌權治國。當利霍利霍乘船來到首都凱魯阿·柯納（Kailua Kona）的岸邊時，加休曼努給他披上先王的紅色披風，並宣佈自己與利霍利霍共同共同治理王國。利霍利霍被迫授予加休曼努「庫希納·努伊」（即共治者）的稱號。他接受了「卡美哈梅哈二世」的稱號，但卻為自己選擇了「伊奧拉尼」（ʻIolani）這一名字，意為「蒼天之鷹」或「王室之鷹」。

## 統治
夏威夷人有許多禁忌（Kapu），其中有一條禁忌叫做「阿伊·諾阿」，即女性不能與男性共同進食。卡美哈梅哈二世在繼位後的第六個月即打破了「阿伊·諾阿」這一禁忌，與王后加休曼努及母后基奧普奧拉尼共同進餐。接下來的措施就是打擊祭司階層，拆毀廟宇神像。

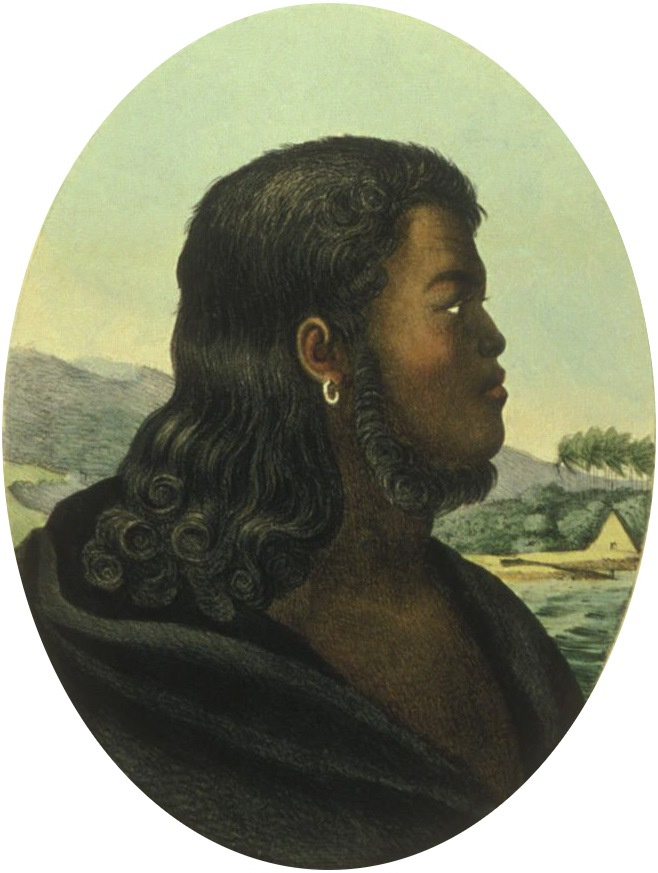
為國王平定叛亂的卡拉尼莫庫首相（William Pitt Kalanimoku，約1768年－1827年）

卡美哈梅哈一世將對戰神庫·卡伊利·莫庫的信仰流傳了下來，並任命堂兄弟柯夸奧卡拉尼管理這一切。柯夸奧卡拉尼要求國王撤銷一切違背夏威夷傳統禁忌的法令，允許重建廟宇，剝奪首相卡拉尼莫庫和王后加休曼努的權力，但被國王嚴詞拒絕。隨後柯夸奧卡拉尼發動叛亂，國王命卡拉尼莫庫率軍征討。卡拉尼莫庫憑藉先進的裝備，在夸莫歐（Kuamoʻo）擊敗並殺死了柯夸奧卡拉尼，消滅了傳統信仰的勢力。僅僅幾個月之後，第一批基督教傳教士來到夏威夷島。
國王並未正式皈依基督教，因為拒絕讓他的五個王后戒酒。如其父一樣，國王娶了多個來自上層社會的妻子，但他是最後一位實行一夫多妻制的夏威夷國王。國王最寵倖的妻子是他的同父異母妹妹維多利亞·卡瑪瑪魯·柯夸伊瓦歐卡拉尼。隨後又娶其妹伊莉莎白·基瑙為妻，後來她再婚並成為王國的共治者。卡拉尼帕瓦希公主是國王的姪女，為國王同父異母弟泡利（Pauli）的女兒，後來再嫁，並生下露絲·柯俄利克拉尼公主。高級女酋長米利安·奧希阿·基考洛希是卡瑪瑪魯與基瑙的同父異母妹，為卡拉夸·卡黑黑麥勒所生，也是先王的妻子之一。安娜·柯阿希庫尼-伊-基考歐諾希（Anna Keahikuni-i-Kekauonohi）是國王的姪女，後來成為茂伊島和考艾島的王家總督。

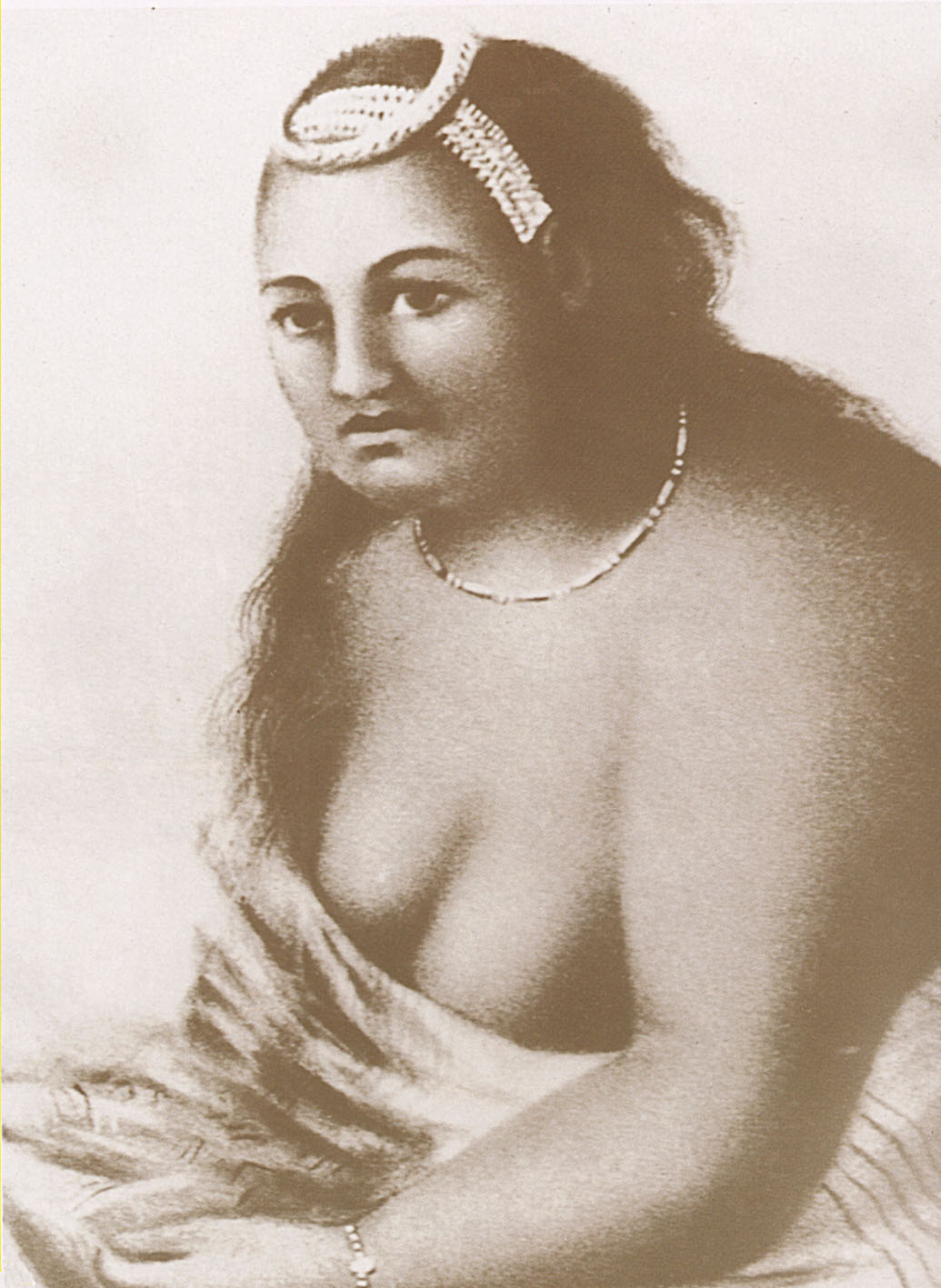
王國的共治者加休曼努

根據歷史資料的記載可知，卡美哈梅哈二世是一個十分易衝動的國王。例如，在1821年的夏天，國王乘船駛往檀香山以西的埃娃海灘（[）。隨行者有幾位貴族，包括卡皮歐拉尼女酋長（Chiefess Kapiʻolani）、波基總督（Governor Boki）等，共三十餘人。國王下令將船從最危險的海峽中穿行而過。幸運的是，他們到達了考艾島。當地酋長考穆阿利伊並未放炮歡迎國王一行。國王一行在該島停留了幾個月之後，在船上宴請了考穆阿利伊。當夜，載有考穆阿利伊的船突然起航離島。回到檀香山之後，國王迫使考穆阿利伊娶加休曼努為妻，並將其囚禁直至逝世。

## 致命的英國旅行

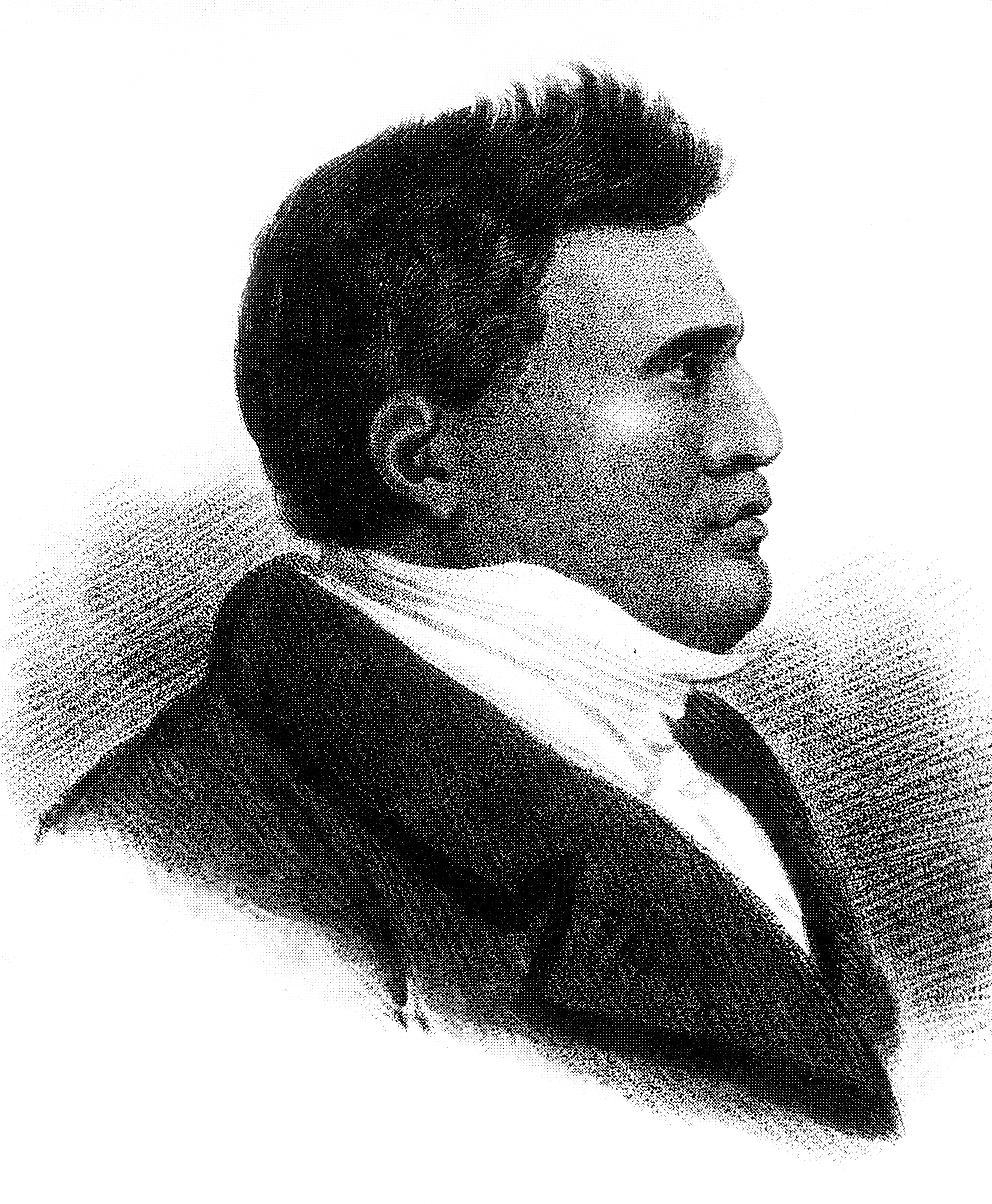
卡美哈梅哈二世的素描畫像，1824年繪於倫敦

國王的另一次旅行卻是致命的。在1823年11月，國王與卡瑪瑪魯王后授權英國捕鯨商人瓦倫丁·斯塔布克（Valentine Starbuck）用他的船隻Aigle將他們載往英國，與英王談判兩國結盟之事。隨行者有高級酋長波基、高級女酋長庫伊尼·利利哈（Kuini Liliha）、高級酋長詹姆斯·卡那霍阿（James Kānehoa）、高級酋長馬太歐·基夸瑙阿（Mataio Kekuanaoa），以及曾經到達美國（在美國化名為John Coxe）和英國的酋長瑙卡那（Naukane）。
卡那霍阿是英國人約翰·揚（John Young）的兒子，揚曾出任卡美哈梅哈一世的高級顧問兼夏威夷的王家總督。因擁有相當高的英文水準，卡那霍阿被國王委託撰寫國書，並出任談判的翻譯。
國王一行遊覽了倫敦，訪問了西敏寺，但國王拒絕進入西敏寺的墓地，因為他認為自己與這些埋葬者沒有血緣關係，因此無權進入其墓地，同時他也認為在死者棺材附近走來走去會打擾死者的安寧，是對死者的褻瀆。 他也拒絕進入英國的皇家劇院。
對於從未見過夏威夷人的英國人，國王與王后從踏上英國的土地那一刻起就成為眾人目光的焦點。卡瑪瑪魯王后超過六英尺的身高尤為引人注目。
在與英國國王喬治四世會面之前，卡美哈梅哈二世國王與卡瑪瑪魯王后在參觀皇家軍事庇護學院（Royal Military Asylum）時得了麻疹。當時夏威夷人對此疾病是毫無免疫力的。卡瑪瑪魯王后於1824年7月8日病逝於倫敦。在過度悲傷下，卡美哈梅哈二世於六天后的7月14日病逝。他們的遺體由英國王家海軍的喬治·安森·拜倫男爵負責，由軍艦金发人号運回夏威夷。 他們的遺體被埋葬在伊奧拉尼宮的地下，這座宮殿則是根據夏威夷人眼中的倫敦建成的。後來考慮到宮殿的土地缺乏問題，他們的遺體最終被移葬於被稱為「毛納·阿拉（Mauna 'Ala）」夏威夷皇家陵園裏。
國王的弟弟考柯奧烏利繼承了王位，是為卡美哈梅哈三世。

## 腳註
1. ↑  James Macrae. William Frederick Wilson , 编. . 1922  [2009-12-26]. ISBN 9780554605265. （原始内容存档于2020-03-30）.
2. ↑  Hiram Bingham I.  Third. H.D. Goodwin. 1855 [1848]  [2009-12-26]. （原始内容存档于2020-04-30）.
3. ↑  Duncan, Janice K. . Hawaiian Journal of History. Hawaii Historical Society: 99. 1973  [2009-12-05]. |volume=被忽略 (帮助)
4. 1 2  Dunmore, John (1992); Who's Who in Pacific Navigation, Australia:Melbourne University Press, ISBN 052284488X, p 238
5. ↑   Matthew O. Jackson. . 台灣: 先覺. 2021-07-01: 不斷縮小的世界. ISBN 9789861343662 （中文）. 夏威夷國王卡美哈美哈二世（King Kamehameha II）與皇后卡瑪瑪魯（Queen Kamamalu）前往倫敦談判協議的那趟致命旅程，造成了他們以及大多數隨員的死亡。他們在參觀皇家軍事庇護學院（Royal Military Asylum）時染上麻疹，學院裡滿是軍人子女。
6. ↑  Andrew Bloxam. . Volume 10 of Bernice P. Bishop Museum special publication. 1925.

## 外部連結
- Liholiho
- Kamehameha II (Liholiho) 1797-1824 （页面存档备份，存于）
- http://www.keouanui.org/Kamehameha2.html（页面存档备份，存于）
- Kamehameha II （页面存档备份，存于） at Find a Grave
- Aloha-Hawaii.com
- PictureHistory Kamehameha II

| 前任者： 卡美哈梅哈一世 | 夏威夷國王 1819年5月20日—1824年7月14日 | 繼任者： 卡美哈梅哈三世 |